# Joseph Williamson (philanthrope)
Pour les articles homonymes, voir Joseph Williamson et Williamson.
 (janvier 2024).
La mise en forme du texte ne suit pas les recommandations de Wikipédia : il faut le « wikifier ».
Les points d'amélioration suivants sont les cas les plus fréquents. Le détail des points à revoir est peut-être précisé sur la page de discussion.
- Les titres sont pré-formatés par le logiciel. Ils ne sont ni en capitales, ni en gras.
- Le texte ne doit pas être écrit en capitales (les noms de famille non plus), ni en gras, ni en italique, ni en « petit »…
- Le gras n'est utilisé que pour surligner le titre de l'article dans l'introduction, une seule fois.
- L'italique est rarement utilisé : mots en langue étrangère, titres d'œuvres, noms de bateaux, etc.
- Les citations ne sont pas en italique mais en corps de texte normal. Elles sont entourées par des guillemets français : « et ».
- Les listes à puces sont à éviter, des paragraphes rédigés étant largement préférés. Les tableaux sont à réserver à la présentation de données structurées (résultats, etc.).
- Les appels de note de bas de page (petits chiffres en exposant, introduits par l'outil «  Source ») sont à placer entre la fin de phrase et le point final[comme ça].
- Les liens internes (vers d'autres articles de Wikipédia) sont à choisir avec parcimonie. Créez des liens vers des articles approfondissant le sujet. Les termes génériques sans rapport avec le sujet sont à éviter, ainsi que les répétitions de liens vers un même terme.
- Les liens externes sont à placer uniquement dans une section « Liens externes », à la fin de l'article. Ces liens sont à choisir avec parcimonie suivant les règles définies. Si un lien sert de source à l'article, son insertion dans le texte est à faire par les notes de bas de page.
- La présentation des références doit suivre les conventions bibliographiques. Il est recommandé d'utiliser les modèles {{Ouvrage}}, {{Chapitre}}, {{Article}}, {{Lien web}} et/ou {{Bibliographie}}. Le mode d'édition visuel peut mettre en forme automatiquement les références.
- Insérer une infobox (cadre d'informations à droite) n'est pas obligatoire pour parachever la mise en page.

Pour une aide détaillée, merci de consulter Aide:Wikification.
Si vous pensez que ces points ont été résolus, vous pouvez retirer ce bandeau et améliorer la mise en forme d'un autre article.
Joseph Williamson, né le 10 mars 1769 à Barnsley et mort le 1er mai 1840 à Liverpool, est un homme d'affaires anglais excentrique, philanthrope et propriétaire foncier, surtout connu pour les tunnels Williamson, qui ont été construits sous sa direction dans le quartier d'Edge Hill à Liverpool, en Angleterre. Sa philanthropie lui vaut le surnom de « roi d'Edge Hill », tandis que son activité de construction de tunnels lui vaut des surnoms posthumes, notamment la « taupe d'Edge Hill » (Mole of Edge Hill) et la « taupe folle » (Mad Mole).

## Biographie
Pendant de nombreuses années, on a pensé que Joseph Williamson était né à Warrington, dans le Lancashire. Cependant, des recherches menées par le personnel et les bénévoles du Williamson Tunnels Heritage Centre montrent qu'il est né dans le West Riding of Yorkshire et que son père est verrier dans un petit village près de Barnsley. Dès son plus jeune âge, sa famille déménage à Warrington. En 1780, alors âgé de 11 ans, il quitte sa famille et part pour Liverpool où il est employé dans le commerce de tabac et de tabac à priser de Richard Tate. Il obtient une promotion au sein de l'entreprise et développe également sa propre entreprise de marchand en partenariat avec Joseph Leigh. En 1787, Richard Tate meurt et le contrôle de l'entreprise passe à son fils, Thomas Moss Tate. Williamson épouse la sœur de Thomas, Elizabeth, dans l'église Saint-Thomas de Liverpool en 1802. L'année suivante, Williamson achète l'entreprise à Thomas Moss Tate et, avec ses autres entreprises, il obtient une fortune considérable.

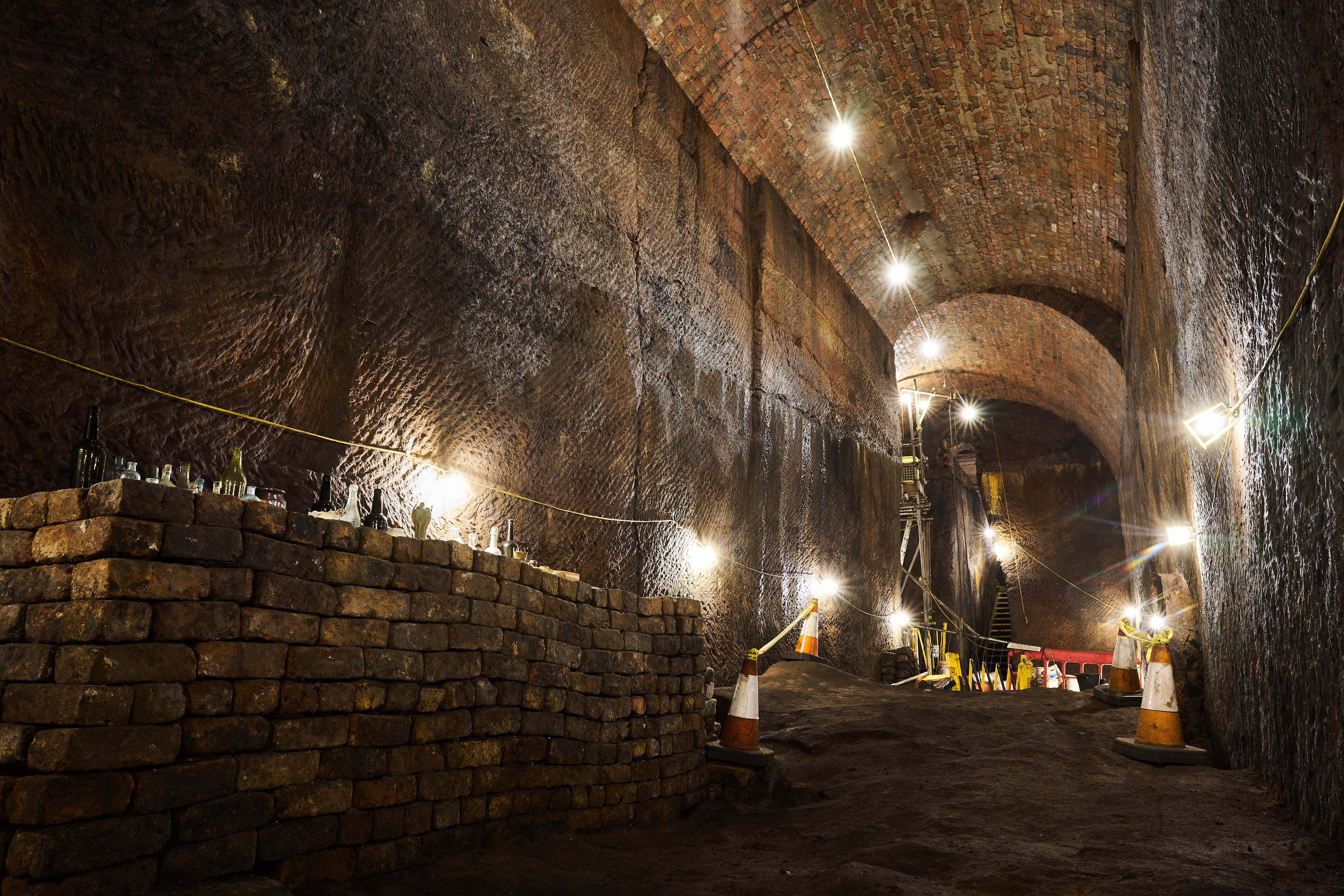
La ' sous la maison de Joseph Williamson. Cette section a très probablement été construite comme carrière de pierre au XVIIIe siècle, puis voûtée. La chambre était remplie de déblais à l'époque victorienne et a été fouillée entre 2017 et 2018.

En 1805, Williamson achète une zone connue sous le nom de Long Broom Field sur Mason Street, Edge Hill, Liverpool, qui est un affleurement de grès en grande partie sous-exploité et à cette époque, il emménage dans une maison sur Mason Street. Il commence ensuite à construire d'autres maisons dans Mason Street qui sont réalisées sans aucun plan et qui sont « de la description la plus étrange ». Le terrain derrière les maisons s'effondre brusquement sur environ six mètres et, comme la mode est d'avoir derrière eux de grands jardins et vergers, il construit des arcs en brique sur lesquels les jardins peuvent s'étendre. Par la suite, il continue d'employer ses ouvriers et en recrute davantage pour accomplir des tâches dont certaines semblent inutiles, comme déplacer des matériaux d'un endroit à un autre puis revenir. Il utilise également ces hommes pour construire un labyrinthe de salles souterraines et de tunnels voûtés en briques. La main d’œuvre est abondante à l’époque et avec la fin des guerres napoléoniennes en 1816, il y a encore plus d’hommes au chômage à Liverpool,. Les tunnels sont construits à des profondeurs comprises entre 3 m et 15 m et ils s'étendent sur plusieurs kilomètres.
Williamson prend sa retraite de son entreprise en 1818 mais continue à être propriétaire, l'un de ses locataires étant le philosophe unitarien James Martineau. Sa femme meurt en 1822 et il devient alors de plus en plus excentrique, consacrant presque tout son temps à superviser ses fouilles et la construction de tunnels. Dans les années 1830, il entre en contact avec George Stephenson qui construit l'extension du Liverpool and Manchester Railway depuis les gares d'Edge Hill jusqu'aux gares de Lime Street et dont les propres fouilles passent par celles de Williamson. Williamson meurt en 1840 à l'âge de 71 ans à son domicile de Mason Street, la cause du décès étant « de l'eau sur la poitrine » (une expression archaïque désignant une affection connue plus tard sous le nom d'hydropisie). Il est enterré dans le caveau de la famille Tate à l'église St Thomas et laisse une succession de 39 000 £. Il ne laissé aucun descendant immédiat. Le creusement du tunnel cesse avec sa mort. En 1911, l'église Saint-Thomas est démolie. De nombreuses tombes sont enlevées mais le caveau de la famille Tate reste. En 1920, le site devient un parking. Lors du développement de Paradise Street en 2005, la tombe est découverte lors d'une fouille archéologique. Les promoteurs du site, Grosvenor Henderson, construisent un jardin commémoratif en l'honneur de Williamson, le développement étant terminé.

## Personnalité
Il existe de nombreuses preuves de l'excentricité de Williamson en plus de son activité de construction de tunnels. Sa propre maison et les autres maisons construites sous sa direction sont peu orthodoxes et souvent peu pratiques dans leur conception. Le jour de son mariage, après la cérémonie, il part à la chasse, toujours vêtu de ses habits de noces. À un moment, il invite des gens à dîner mais ne leur sert qu'un simple repas composé de porridge et de biscuits durs. De nombreux visiteurs repartent. Il décrit ceux qui restent comme ses véritables amis et les invitent à rester pour un festin plus somptueux,. Les relations avec sa femme ne sont pas toujours amicales et il dit lui-même qu'ils mènent une vie de « chat et de chien ». Un jour, Williamson libère tous les oiseaux de la volière de sa femme, déclarant qu'il est dommage que les hommes n'aient pas aussi d'ailes pour pouvoir jouir de la liberté. Ses manières varient de « rude et grossier » à « gentil et attentionné ». Ses vêtements sont rapiécés et en désordre mais ses sous-vêtements sont propres et neufs. C'est un homme religieux et il tient un banc à l'église Saint-Thomas.

## Dans la culture populaire
Dans la treizième saison de Doctor Who (2021), Steve Oram incarne Williamson dans un rôle récurrent. Les tunnels de Williamson fournissent la clé qui aide le Treizième Docteur (Jodie Whittaker) à sauver la Terre des envahisseurs trans-dimensionnels.